# Huldreslåt
Huldreslåt es una banda de folk nórdico formada en Buenos Aires, Argentina, en 2006 para tocar la música de Escandinavia y otros países de Europa del Norte. Sus interpretaciones suelen hacerse en pequeños bares y pubs de Buenos Aires.

## Integrantes de la Banda
- Martín Fuchinecco - Violín, Kantele, Säckpipa, Nyckelharpa.
- Sergio Ribnikov Gunnarsson - Voz, Guitarra, Bouzouki, Härjedalspipa, Vevlira.
- Johanna Ribnikov Gunnarsson - Voz, Mungiga, Kulning.

## Discografía

### Álbumes de estudio
- 2015: Vallfärd och Viljevandring

### Sencillos
- 2014: Plötsligt en Dag